# Траки (Калифорния)
Траки (ранее станция Коберн) — город в округе Невада, штат Калифорния, США.
Общая площадь города 33,7 км², из них 32,3 км² земель и 3,4 км² вода. Водная поверхность — это преимущественно река Траки, вытекающая из озера Тахо, и озеро Доннер.

## История
Первоначально город имел название станция Коберн. Позднее город получил своё имея по имени вождя индейцев племени Пайюты, дедушки Сары Уиннемакка.
Река Траки течёт из озера Тахо к озеру Пирамид на протяжении почти 200 км по направлению на северо-восток. Долина реки образовала естественный маршрут сезонного перемещения племён индейцев Уашо и Шошонов обитавших здесь. Археологические находки свидетельствуют о том, что индейцы жили здесь на протяжении сотен лет до прихода европейцев.
Траки вырос как город железнодорожников при железнодорожной станции Коберн Трансконтинентальной железной дороги по которой следуют поезда соединяющие Чикаго и Сан-Франциско, дорога проходит прямо сквозь город.
В 2012 году город был награждён премией «All-America City Award» (с англ. — «Всеамериканский город») присуждаемой Национальной гражданской лигой, которую неофициально называют «Нобелевской премией за конструктивное гражданство» и которая выдается за активную гражданскую позицию жителей некорпоративных сообществ Соединённых Штатов в жизни местного самоуправления.

## Климат
В Траки летом континентальный климат. Зимы холодные и снежные, летом прохладно и сухо, с редкими периодами интенсивных гроз. Расположение города рядом с хребтом Сьерра-Невада, на значительной высоте почти в 1800 метров над уровнем моря, обеспечивает условия для зимних бурь, когда за сутки может выпасть до метра снежного покрова или за неделю выпасть от двух до трёх метров снега.
По сведениям Национальной метеорологической службы США в Траки самым тёплым месяцем является июль, средняя максимальная температура достигает в июле 28,8 °C и средней минимальной 5,2 °C. Декабрь здесь самый холодный месяц, средняя максимальная температура достигает в январе 4,7 °C и средней минимальной −9,4 °C.
Заморозки могут быть в любом месяце и в среднем в году здесь 230 ночей когда температура 0 °C или ниже.
Здесь за год выпадает 520 см снега, что делает город пятым среди самых снежных городов США. В феврале 1938 года здесь за один только месяц выпало почти пять метров снега — 497,8 см.
| Показатель                                              | Янв. | Фев. | Март | Апр. | Май  | Июнь | Июль | Авг. | Сен. | Окт. | Нояб. | Дек. | Год  |
| ------------------------------------------------------- | ---- | ---- | ---- | ---- | ---- | ---- | ---- | ---- | ---- | ---- | ----- | ---- | ---- |
| Абсолютный максимум, °C                                 | 18   | 20   | 23   | 28   | 33   | 34   | 38   | 38   | 35   | 31   | 28    | 19   | 38   |
| Средний суточный максимум, °C                           | 5,4  | 6,9  | 9,8  | 12,7 | 17,9 | 23,8 | 28,8 | 28,8 | 24,6 | 18,1 | 10,5  | 4,7  | 16   |
| Средняя температура, °C                                 | −1,7 | −0,5 | 1,9  | 4,4  | 8,8  | 12,9 | 17   | 16,7 | 12,9 | 7,8  | 2,2   | −2,3 | 6,7  |
| Средний суточный минимум, °C                            | −8,8 | −8   | −6   | −3,8 | −0,3 | 2,1  | 5,2  | 4,6  | 1,2  | −2,5 | −6    | −9,4 | −2,6 |
| Абсолютный минимум, °C                                  | −33  | −31  | −28  | −17  | −12  | −7   | −9   | −7   | −9   | −15  | −22   | −30  | −33  |
| Норма осадков, мм                                       | 144  | 129  | 113  | 54   | 38   | 14   | 7    | 13   | 16   | 45   | 71    | 131  | 775  |
| Источник: NOAA, WRCC (mean maxima and minima 1904-2016) |      |      |      |      |      |      |      |      |      |      |       |      |      |

## Демография
По данным переписи населения США на 2010 год численность населения составляла 16180 человек. Насчитывалось 6343 домашних хозяйства и 4168 семей проживающих в городе. Плотность населения 185,6 человек на квадратный км. Плотность размещения домовладений — 146,9 на квадратный км. Расовый состав: 88,4 % белые, 0,9 % азиаты, 0,3 % чернокожие, 0,6 % коренных американцев, 0,2 % гавайцев или выходцев с островов Океании, 7,6 % другие расы, 2,2 % потомки двух и более рас.
Средний возраст жителей составил 38,0 лет. На каждых 100 женщин в возрасте 18 лет и старше приходилось 111,3 мужчин.
В городе были 12803 единиц жилья, из них 68,2 % были заняты владельцами (в своих домах жили 66,6 % населения), 31,8 % домов были заняты арендаторами (в арендованном жилье жили 33,1 % населения).
По данным переписи населения США на 2000 год численность населения составляла 13864 человек, насчитывалось 5149 домашних хозяйства и 3563 семей проживающих в городе.
По состоянию на 2000 год медианный доход на одно домашнее хозяйство в городе составлял $58848, доход на семью $62746. У мужчин средний доход $38631, а у женщин $29536. Средний доход на душу населения $26786. 2,8 % семей или 4,6 % населения находились ниже порога бедности, в том числе 5,3 % молодёжи младше 18 лет и 2 % взрослых в возрасте старше 65 лет. 3,3 % домов пустовало.

## Транспорт
Национальная железнодорожная пассажирская корпорация Amtrak предоставляет свои услуги в Траки. Городской железнодорожный вокзал находится в центре города. Поезд № 5 идущий на запад California Zephyr проходит через станцию ежедневно, далее он идёт на Колфакс, Розвилл, Сакраменто, Дейвис, Мартинес, Эмеривилл. Также ежедневно проследует с остановкой поезд № 6 California Zephyr идущий на восток страны.

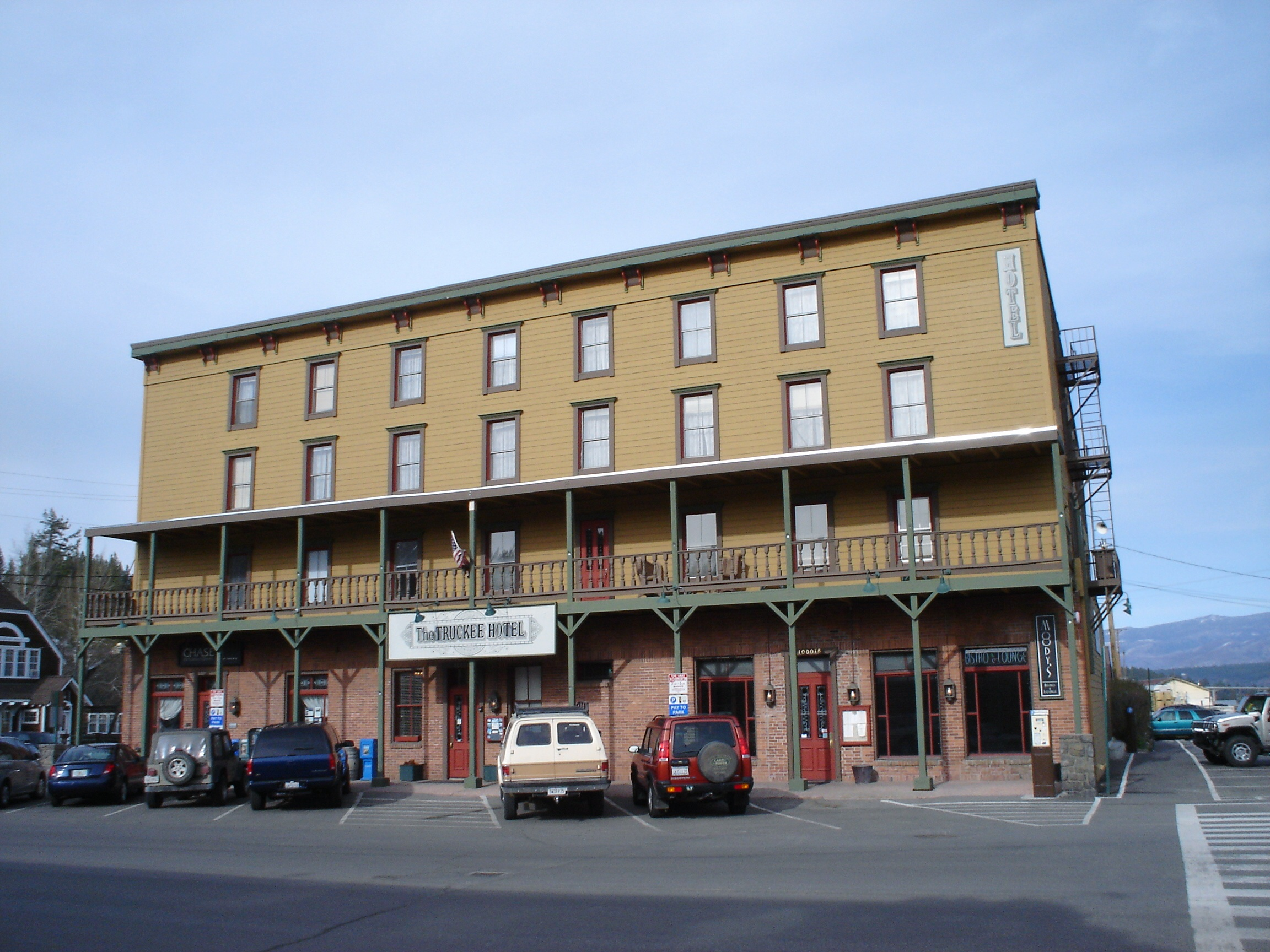
Отель Траки

Высказывались намерения продлить маршрут поезда Capitol Corridor, так что он будет проходить через Траки. Однако неясно как это может случиться, так как через Сьерра-Невада на перевале Доннер-Пасс проложен однопутный тоннель (вблизи Норден в 14 км к западу от Траки), вследствие чего пропускная способность железной дороги ограничена. Union Pacific Railroad не строит второй тоннель, поэтому пропускная способность останется на прежнем уровне.
Существует свободный общественный автобус, управляемый соседним округом Плейсер. Автобусное сообщение соединяет вокзал Траки с западным берегом озера Тахо, а второй идёт в Incline Village, округ Уошо, Невада. Есть также зимние автобусы для лыжников между аэропортом Рино и лыжных районов вблизи Траки. Автобусная компания Greyhound Lines отправляет свои автобусы от железнодорожной станции Amtrak, осуществляет сообщение в западном направлении к Сакраменто и Сан-Франциско, а также с востока на Рино, Солт-Лейк-Сити и Денвер. Работают также частные автобусные компании из Сан-Франциско, которые привозят лыжников в Траки с однодневными турами.